# Bergvik (Söderhamn)
Bergvik is een plaats in de gemeente Söderhamn in het landschap Hälsingland en de provincie Gävleborgs län in Zweden. De plaats heeft 847 inwoners (2005) en een oppervlakte van 201 hectare.